# Toivo Hämeranta
Toivo Hämeranta (20 de septiembre de 1900 – 15 de noviembre de 1969) fue un actor y director cinematográfico finlandés.

## Biografía
Su verdadero nombre era Toivo Aleksis Göhlstrand, y nació en Tampere, Finlandia.
Trabajó como actor en cuatro producciones cinematográficas, dos de las cuales dirigió él mismo. En el año 1960 fue premiado con la Medalla Pro Finlandia por su trayectoria artística.
Hämeranta se casó tres veces: Su primera esposa fue Impi Raevaara, con la que estuvo casado desde 1922 a 1930; con la actriz Kerttu Hämeranta estuvo casado entre 1930 y 1953; su tercera esposa fue la actriz Mirja Mane, con la que se casó en 1953, permaneciendo unidos hasta la muerte de él, ocurrida en Turku, Finlandia, en el año 1969. Tuvo una hija actriz, Irja Ranin, casada con el actor Matti Ranin.

## Filmografía

### Director
- 1944 : Minä jätän sinut
- 1946 : Pajasta palatsiin

### Actor
- 1944 : Minä jätän sinut
- 1946 : Pajasta palatsiin
- 1948 : Ihmiset suviyössä
- 1953 : Saariston tyttö